# Empty Spaces
«Empty Spaces» és una cançó del grup anglès de rock progressiu Pink Floyd que apareix al seu onzè àlbum, The Wall, el 1979. Va ser escrita per Roger Waters i té una duració de 2 minuts i 10 segons. Va després de «Goodbye Blue Sky» i precedeix a «Young Lust».
El tema consta d'una llarga introducció d'un minut de duració aproximat, la qual s'inclou un anunci d'aeroport (en referència a que Pink, el protagonista de l'àlbum, se'n va de gira pels Estats Units), i al cap de 48 segons el to canvia i es torna més fort. Termina de forma abrupta i s'uneix a la següent cançó del disc, que és «Young Lust».

## Trama
Aquesta cançó, al igual que la resta de The Wall, tracta la vida i l'aïllament mental per culpa d'un mur imaginari de una estrella de rock fictícia, anomenada Pink. Concretament, a aquest tema es tracta la situació actual de Pink: ara és adult i està casat, però ell i la seva dona estan tenint problemes de relació causa de la seva distància, com a resultat del seu mur encara a mig construir.

## Altres versions
Tant a la pel·lícula The Wall com a la versió en directe de l'àlbum, s'utilitza una versió més extensa de la cançó, titulada «What Shall We Do Now?»

## Curiositat: missatge ocult
Just abans de la secció lírica, es troba un missatge ocult. Està aïllat al canal esquerre de la cançó. No es pot percebre quan és reproduït de manera normal, però si es posa a la inversa es pot escoltar el següent:
- Hello, Luka [hunters]... Congratulations. You have just discovered the secret message. Please send your answer to Old Pink, care of the Funny Farm, Chalfont...
- Roger! Carolyne's on the phone!
- Okay.
Que significa: 
- Hola, Luka [caçadors]... Felicitats. Acaben de descobrir el missatge secret. Si us plau enviïn la seva resposta al Vell Pink, en cura de la Granja Boja, Chalfont...
- Roger! Carolyne està en el telèfon!
- D'acord.
Es creu que el missatge és una referència còmica a Syd Barrett (antic membre del grup). Al principi del missatge, que és difícil d'entendre, es pot entendre com que Roger Waters felicita Luka (nom de dona) o als caçadors (els que busquen missatges ocults en cançons) per trobar aquest missatge, i fa broma amb que ella o ells poden enviar la seva resposta a Syd Barrett (el "Vell Pink"), qui viu en algun lloc en una granja boja (en referència a un hospital psiquiàtric) a Chalfont. Però abans que arribi a donar l'adreça exacta és interromput per algú (James Guthrie) en el fons que diu que Carolyn (l'esposa de Waters) està en el telèfon. El missatge pot ser interpretat com a part del mur, presagiant la bogeria de Pink.No obstant això, el baterista del grup, Nick Mason, va afirmar en una entrevista que el misstatge només és "una completa tonteria". Va afegir:
En aquella època, tots estaven sempre buscant missatges en un àlbum. Així que vam pensar: 'Bé, serà bo que nosaltres fem un.' I, encara que 'The Wall' no es caracteritza precisament per arrencar somriures, aquest va ser un moment que oferia un instant d'alleujament còmic. Quan s'escolta a l'inrevés, el missatge emmascarat diu: 'Congratulations. You have discovered the secret message '(Felicitats. Acabes de descobrir el missatge secret).

## Personal
- David Gilmour: Guitarres, clarinet, Prophet-5 i sintetitzadors ARP Quadra.
- Roger Waters: Veus, baix elèctric, VCS3.
- Richard Wright: Piano
- James Guthrie: Sintetitzador ARP Quadra.2[9]